# Jesús Puras
Jesús Puras Vidal de la Peña, més conegut com a Chus o Jesús Puras   (Santander, 16 de març de 1963) és un pilot de ral·lis càntabre 8 cops Campió d'Espanya de Ral·lis (1990, 1992, 1995, 1997, 1998, 1999, 2000 i 2002) i guanyador del Campionat Mundial de Ral·lis de producció l'any 1994. També guanyà al Campionat Mundial de 2litres l'any 1996.
Ha guanyat una prova del Campionat Mundial de Ral·lis, concretament el Tour de Còrsega de l'any 2001. Puras ha disputat en total 47 ral·lis del Mundial a data de 2009.

## Campionats estatals
| Campionat                   | Cotxe                                           | Any  | Lloco |
| --------------------------- | ----------------------------------------------- | ---- | ----- |
| Campionat de Cantabria      | Renault 5 Ts 100 CV                             | 1982 | 2n    |
| Copa d'Espanya              | Renault 5 Turbo Gr. B 200 CV                    | 1986 | 1r    |
| Campionat d'Espanya         | Renault 5 GT Turbo Gr. N                        | 1987 | 4t    |
| Campionat d'Espanya         | Renault 11 Turbo Gr. A 185 CV                   | 1987 | 4t    |
| Campionat d'Espanya Gr. N   | Ford Sierra RS Cosworth Gr. N 285 CV            | 1988 | 1r    |
| Campionat d'Espanya         | Ford Sierra RS Cosworth Gr. A 320 CV            | 1989 | 2n    |
| Campionat d'Espanya         | Lancia Delta HF Integrale 16v Gr. A 340 CV      | 1990 | 1r    |
| Campionat d'Espanya         | Lancia Delta HF Integrale 16v Evoluzione 320 CV | 1992 | 1r    |
| Campionat d'Espanya         | Ford Escort RS Cosworth Gr. N 285 CV            | 1993 |       |
| Campionat d'Espanya         | Citroën ZX 16v Gr. A 238 CV                     | 1995 | 1r    |
| Campionat d'Espanya         | Citroën ZX 16v Kit Car 260 CV                   | 1997 | 1r    |
| Campionat d'Espanya         | Citroën Xsara Kit Car 260 CV                    | 1998 | 1r    |
| Campionat d'Espanya         | Citroën Xsara Kit Car 280 CV                    | 1999 | 1r    |
| Campionat d'Espanya         | Citroën Xsara Kit Car                           | 2000 | 1r    |
| Campionat d'Espanya (terra) | Toyota Corolla WRC                              | 2001 | 2n    |
| Campionat d'Espanya         | Citroën Xsara WRC                               | 2002 | 1r    |
| Campionat d'Espanya         | Renault Clio S1600                              | 2003 | 4t    |
| Campionat d'Espanya         | Mitsubishi Lancer Evo IX N                      | 2007 | 5é    |

## Campionats internacionals
| Campionat                | Cotxe                                | Any  | Lloc |
| ------------------------ | ------------------------------------ | ---- | ---- |
| Campeonato Mundial Gr. N | Ford Escort RS Cosworth Gr. N 285 CV | 1994 | 1r   |
| Campionat Mundial F2     | Seat Ibiza Kit Car 255 CV            | 1996 | 1r   |
| Campionat Mundial        | Xsara KitCar/Toyota Corolla WRC      | 1999 | 9é   |
| Campionat Mundial        | Citroën Xsara WRC                    | 2001 | 11é  |
| Campionat Mundial        | Citroën Xsara WRC                    | 2002 | 19é  |